# Vlag van de Volksrepubliek China
De vlag van de Volksrepubliek China (Mandarijn: 五星红旗; Hanyu pinyin: wǔ xīng hóng qí), ook wel Vijfsterrige Rode Vlag genoemd, werd voor de eerste keer gehesen op 1 oktober 1949. De grondkleur van de vlag is rood. In de linkerbovenhoek bevindt zich een grote gele vijfpuntige ster, die boogvormig omrand wordt door vier kleinere gele sterren.

## Symboliek
De achtergrondkleur rood symboliseert het communisme en het bloed van de Chinese soldaten die in oorlogen stierven. De vijf sterren symboliseren de Chinese communistische partij (grote ster) en de vier sociale klassen (de arbeiders, de boeren, de kleine burgerij en de 'nationale bourgeoisie', patriottische ondernemers). Er wordt soms gesteld dat de grootste ster voor de Han-Chinezen staat en de vier kleinere voor de vier andere grote volkeren in China: de Hui-Chinezen, de Mongolen, de Tibetanen en de Mantsjoes; dit kan echter zijn voortgekomen uit verwarring met het principe Vijf rassen binnen één eenheid en de bijbehorende vlag die tussen 1911 en 1928 in China werd gebruikt. 
De hoogte van de vlag verhoudt zich met de breedte (lengte) als 2:3. De sterren staan allemaal in het kwart linksboven; hun onderlinge afstanden zijn uit de constructietekening hieronder op te maken.
| Constructietekening van de vlag van de Volksrepubliek |

## Geschiedenis
De vlag werd ontworpen door Zeng Liansong, een econoom en kunstenaar uit Ruian. Hij ontwierp deze vlag na een oproep van de Consultatie Conferentie van het Chinese Volk in juli 1949, kort nadat de communisten op het vasteland van China aan de macht kwamen. De Consultatieconferentie organiseerde een vlagontwerpwedstrijd en ontving meer dan drieduizend inzendingen.
Uit alle inzendingen werden 38 finalisten gekozen, waaronder Zengs ontwerp. Drie van de ontwerpen in deze ronde toonden de grote ster (zonder kleine sterren), samen met één, twee of drie horizontale gele lijnen op de onderste helft. Deze lijnen stonden voor de Parelrivier, de Jangtsekiang en de Gele Rivier. Deze ontwerpen werden uiteindelijk niet gekozen, omdat de aanwezigheid van deze lijnen de suggestie zou kunnen wekken dat het land verdeeld is.
Twee andere ontwerpen bevatten ook één grote ster en vier kleine sterren. Het ene bevatte de kleine sterren onder de grote; men vond dit uiteindelijk te weinig harmonieus. Het andere leek sterk op de huidige vlag, maar toonde een hamer en sikkel in de grote ster. Dit ontwerp werd afgewezen, omdat men geen puur communistisch beleid voorstond, maar een Maoïstisch.
Zengs ontwerp werd dan uiteindelijk uitgekozen, maar de vlag werd pas aangenomen nadat het ontwerp enkele malen gewijzigd was; deze aanname gebeurde op 27 september 1949. Enkele dagen later, op 1 oktober, werd de vlag voor het eerst gehesen. Dat gebeurde door Mao Zedong op het Plein van de Hemelse Vrede.

## Vlaginstructie
Het gebruik van de vlag is geregeld in de Wet op de Nationale Vlag van de Volksrepubliek China. De vlag wordt vaak gehesen bij de Mars van de vrijwilligers, het volkslied van de Volksrepubliek. De Grondwet van de Volksrepubliek China specificeert de vlag in artikel 136.
De rode vlag met vier kleine sterren en één grote ster, is enkel bedoeld voor gebruik als civiele vlag en dienstvlag. Voor de oorlogsvlag zijn twee andere ontwerpen in gebruik. De oorlogsvlag te land is de vlag van het Volksbevrijdingsleger en toont een grote gele ster en de Chinese cijfers voor 8 en 1; deze getallen verwijzen naar de dag waarop het Volksbevrijdingsleger is gesticht. De oorlogsvlag te water lijkt sterk op die van het Volksbevrijdingsleger, maar heeft onderin drie blauwe en twee witte lijnen als symbolen van de zee.

## Incidenten
Bij de Olympische Spelen te Rio de Janeiro in 2016 werd herhaaldelijk door officials van de Volksrepubliek China bij het Internationaal Olympisch Comité geprotesteerd tegen het gebruik van een niet geheel juiste Chinese vlag bij plechtigheden, omdat op de aldaar vertoonde vlaggen de kleinere sterren "horizontaal" waren afgebeeld en niet waren gericht op de grote centrale ster.